# 亚历山大伊蒂哈德俱乐部
亚历山大聯俱乐部（英語：Al-Ittihad Alexandria Club）是埃及最大的足球俱乐部，位于埃及亞歷山卓。球队曾6次夺得埃及足球杯的冠军头衔，主体育场为亚历山大体育场（Alexandria Stadium）。伊蒂哈德(Ittihad)在阿拉伯語的意思為「聯」。
亞歷山大聯最大的俱乐部则是篮球俱乐部，篮球俱乐部总共夺得过埃及国内14次联赛冠军和11次杯赛冠军和一次非洲冠军。

## 足球俱乐部荣誉
- 埃及足球杯冠军
  - 1926年，1936年，1948年，1963年，1973年，1976年